# Donny van der Dussen
Donny van der Dussen (Den Haag, 29 november 1991) is een Nederlands voetballer die als middenvelder speelt.
Hij doorliep het Veurs College in Leidschendam. Van der Dussen begon zijn voetbalcarrière bij amateurclub VV WIK uit Den Haag. Hij werd vervolgens op jonge leeftijd door ADO Den Haag gescout waar hij de gehele jeugdopleiding doorlopen heeft. Inmiddels is hij in het bezit van een profcontract tot en met het seizoen 2013-2014 bij ADO Den Haag.
In augustus 2011 werd hij voor een jaar verhuurd aan FC Dordrecht. Hij debuteerde op 20 september 2011 in de uitwedstrijd om de KNVB Beker tegen V.V. IJsselmeervogels als invaller voor Josimar Lima. In 2012 stopte hij met profvoetbal en ging verder bij RKAVV, waarna hij na twee jaar overstapte op RKSV Leonidas om in de topklasse te gaan spelen. In 2015 ging hij naar Ajax Zaterdag.